# الثجير (مناخة)

تعديل مصدري - تعديل

الثجير هي إحدى قرى عزلة المغارب العليا بمديرية مناخة التابعة لمحافظة صنعاء، بلغ تعداد سكانها 111 نسمة حسب تعداد اليمن لعام 2004.